# Бруніцькі
Бруніцькі (Бруницькі, пол. Bruniccy) — рід баронів юдейського походження у Королівстві Галичини та Володимирії.
Дідичі, зокрема, міст Заліщики та Любінь Великий, с. Підгірці (біля Стрия).

## Представники
- Константій Бруннер
- Стелла Турнау